# Jonas Brothers: Spełnione marzenia
Jonas Brothers: Living the Dream – serial reality show nadawany przez Disney Channel, który opowiada o życiu amerykańskiego pop-rockowego zespołu Jonas Brothers w trakcie ich trasy koncertowej po Ameryce Północnej Look Me In The Eyes Tour. A w drugiej serii w trakcie trasy koncertowej po Europie Live in Concert Tour 2010.Zawiera materiał z prób, podróży, występów, nauki i życia osobistego z rodziną i przyjaciółmi. Narratorem każdego odcinka jest jeden z członków zespołu: Kevin, Joe lub Nick.

## Obsada

### Jonas Brothers
- Joe Jonas
- Nick Jonas
- Kevin Jonas

### Rodzina Jonas Brothers
- Frankie Jonas
- Denise Jonas (Mama)
- Kevin Jonas Sr. (Tata)

### Pozostała część zespołu
- Jack Lawless (perkusista)
- Greg Garbowsky (basista)
- John Lloyd Taylor (gitarzysta)
- Ryan Leistman (keyboard)

### Goście specjalni
- Brian Moss (Instruktor jazdy Joe)
- Demi Lovato
- Maya Kibbel (przyjaciel rodziny)

## Odcinki
- Premiery w Polsce:
  - I seria – 1 listopada 2008 roku,
  - II seria – 11 grudnia 2010 roku.

### Spis odcinków
| Premiera odcinka | N/o   | Angielski tytuł                          |  |
| ---------------- | ----- | ---------------------------------------- |  |
|                  |       |                                          |  |
| SERIA PIERWSZA   |       |                                          |  |
|                  |       |                                          |  |
| 01.11.2008       | 01    | To Do List                               |  |
|                  |       |                                          |  |
| 08.11.2008       | 02    | Big Game                                 |  |
|                  |       |                                          |  |
| 15.11.2008       | 03    | Downtime                                 |  |
|                  |       |                                          |  |
| 22.11.2008       | 04    | Our Fans Rock                            |  |
|                  |       |                                          |  |
| 29.11.2008       | 05    | Drivers Ed                               |  |
|                  |       |                                          |  |
| 06.12.2008       | 06    | Our Mom and Dad                          |  |
|                  |       |                                          |  |
| 13.12.2008       | 07    | Hello Hollywood                          |  |
|                  |       |                                          |  |
| 20.12.2008       | 08    | Health Kick                              |  |
|                  |       |                                          |  |
| 14.03.2009       | 09    | We Are Family                            |  |
|                  |       |                                          |  |
| 14.03.2009       | 10    | School Rocks                             |  |
|                  |       |                                          |  |
| 31.10.2009       | 11    | Musical Scrapbook                        |  |
|                  |       |                                          |  |
| 31.10.2009       | 12    | Nothing's Gonna Slow Me Down             |  |
|                  |       |                                          |  |
| brak danych      | 13    | Rock Star in Training                    |  |
|                  |       |                                          |  |
| brak danych      | 14    | We're the Boss                           |  |
|                  |       |                                          |  |
| brak danych      | 15    | Dream On                                 |  |
|                  |       |                                          |  |
| brak danych      | 16    | Best of Jonas Brothers: Living the Dream |  |
|                  |       |                                          |  |
| brak danych      | Bonus | Fashion Rocks                            |  |
|                  |       |                                          |  |
| brak danych      | Bonus | It's Cool to Be Different                |  |
|                  |       |                                          |  |
| SERIA DRUGA      |       |                                          |  |
|                  |       |                                          |  |
| 11.12.2010       | 17    | Kick Off                                 |  |
|                  |       |                                          |  |
| 11.12.2010       | 18    | Healthy Living                           |  |
|                  |       |                                          |  |
|                  | 19    | Keeping It Real                          |  |
|                  |       |                                          |  |
| 11.12.2010       | 20    | We Are Our Music                         |  |
|                  |       |                                          |  |
|                  | 21    | Rockin’ Acts of Kindess                  |  |
|                  |       |                                          |  |
|                  | 22    | Universal Language of Music              |  |
|                  |       |                                          |  |
|                  | 23    | Team Jonas                               |  |
|                  |       |                                          |  |
|                  | 24    | Out of My Control                        |  |
|                  |       |                                          |  |
| 12.12.2010       | 25    | My Other Big Dream                       |  |
|                  |       |                                          |  |
| 12.12.2010       | 26    | Who I Am                                 |  |
|                  |       |                                          |  |
|                  | 27    | 3 Guys and a Dream                       |  |
|                  |       |                                          |  |